# أنبوب الحمم

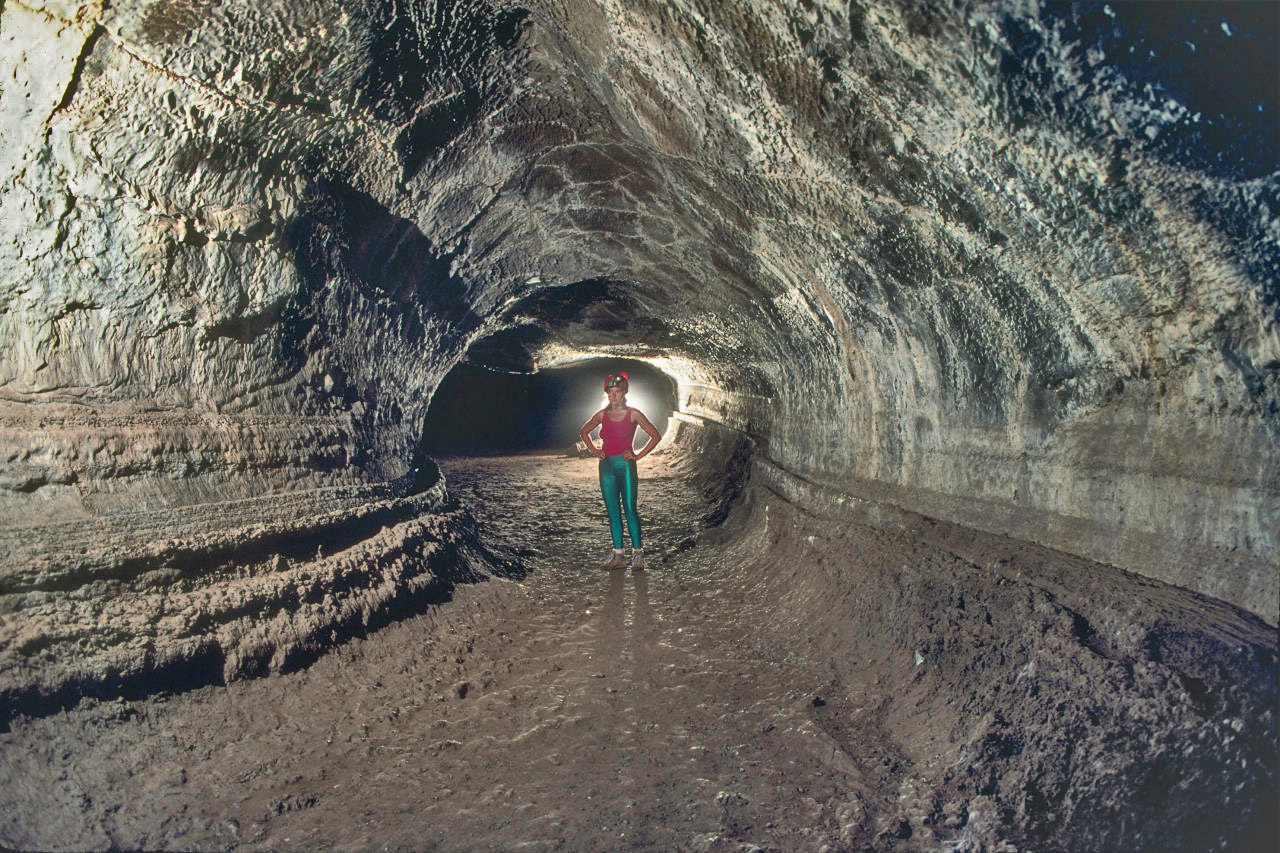
كهف فلانتاين في النصب التذكاري الوطني الخاص بالحمم البركانية، كاليفورنيا. يبين هذا شكل الأنبوب الكلاسيكي، بينما توضح الحواجز الموجودة على الجدار مستويات التدفق السابقة.

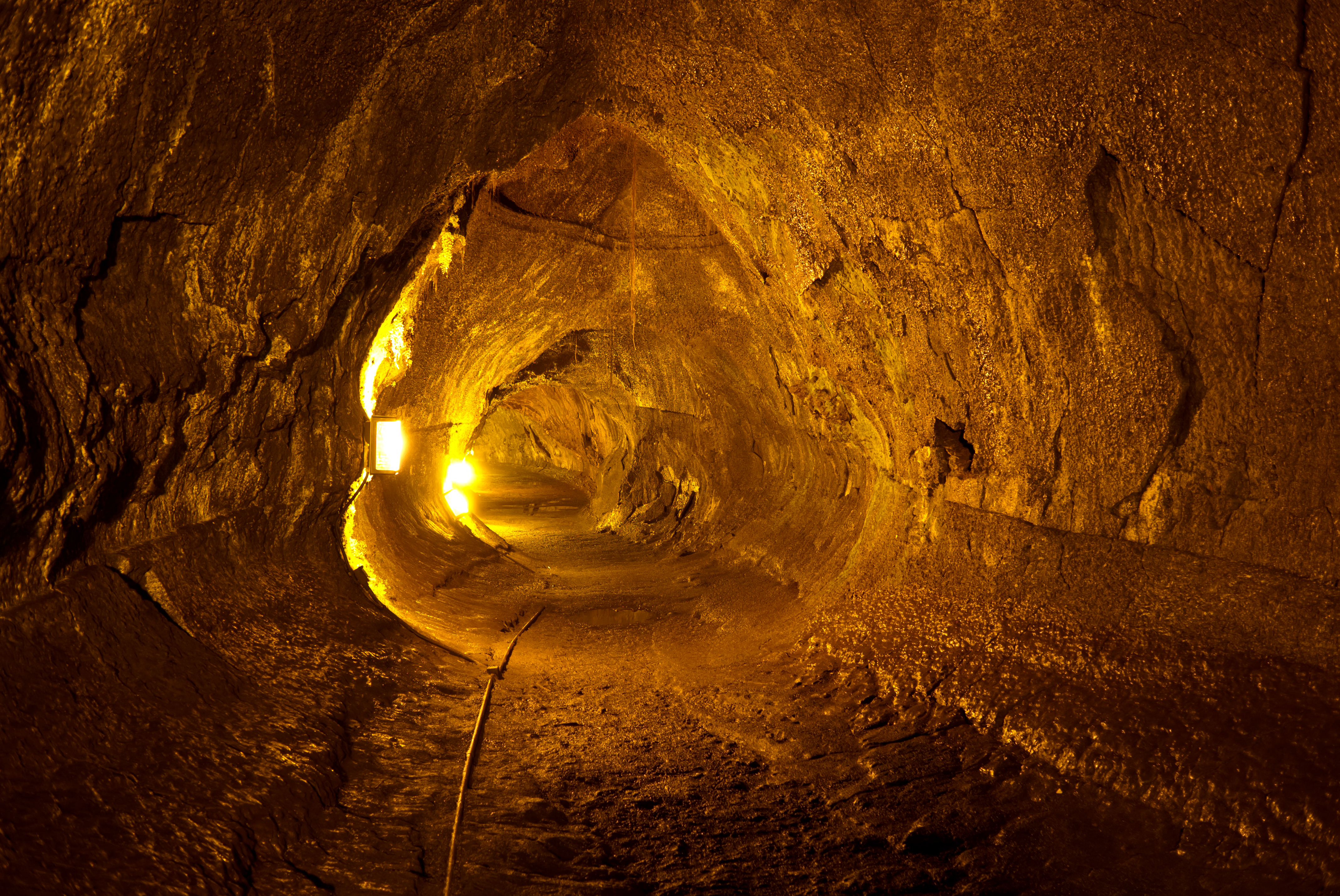
أنبوب حمم ثورستون في حديقة براكين هاواي الوطنية، هاواي. ويبين الوسم المتدرج، الأكثر ظهورًا على الجدار الأيمن، العمق الذي تدفقت عنده الحمم لفترة من الزمن.

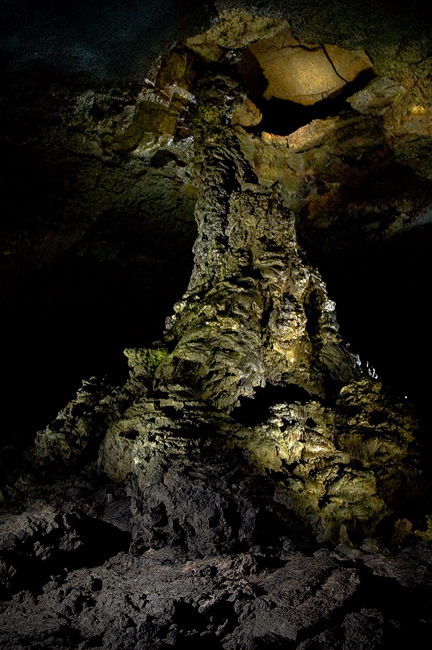
خاصية نادرة لأنابيب الحمم البركانية تتمثل في أعمدة الحمم البركانية. هذا هو عمود الحمم البركانية مانجانغول، الذي يقع في أنابيب الحمم البركانية في مانجانغول بجزيرة جيجو-دو، كوريا.

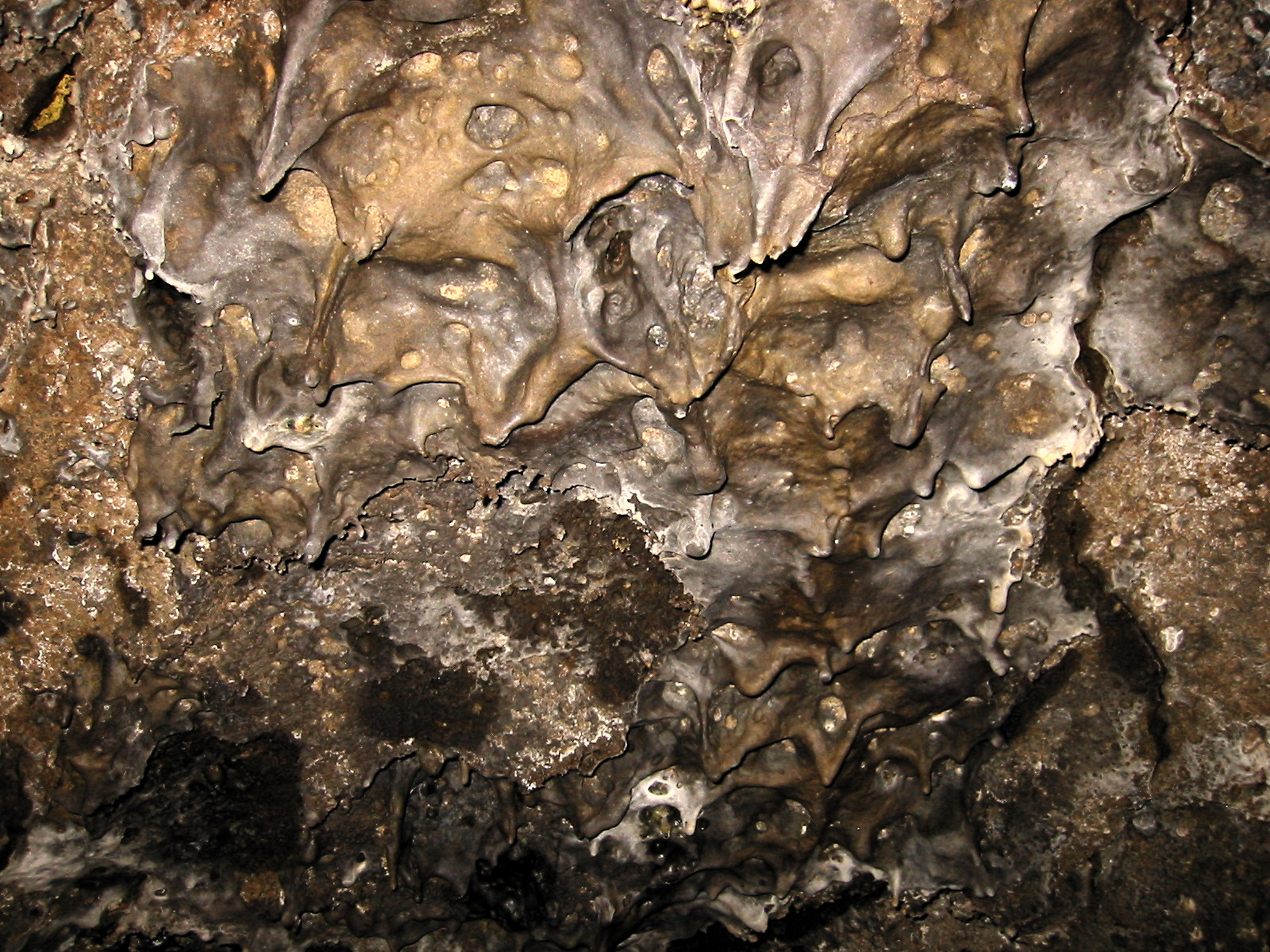
دوائر حممية على سقف كهف موشبوت في النصب التذكاري الوطني الخاص بالحمم البركانية

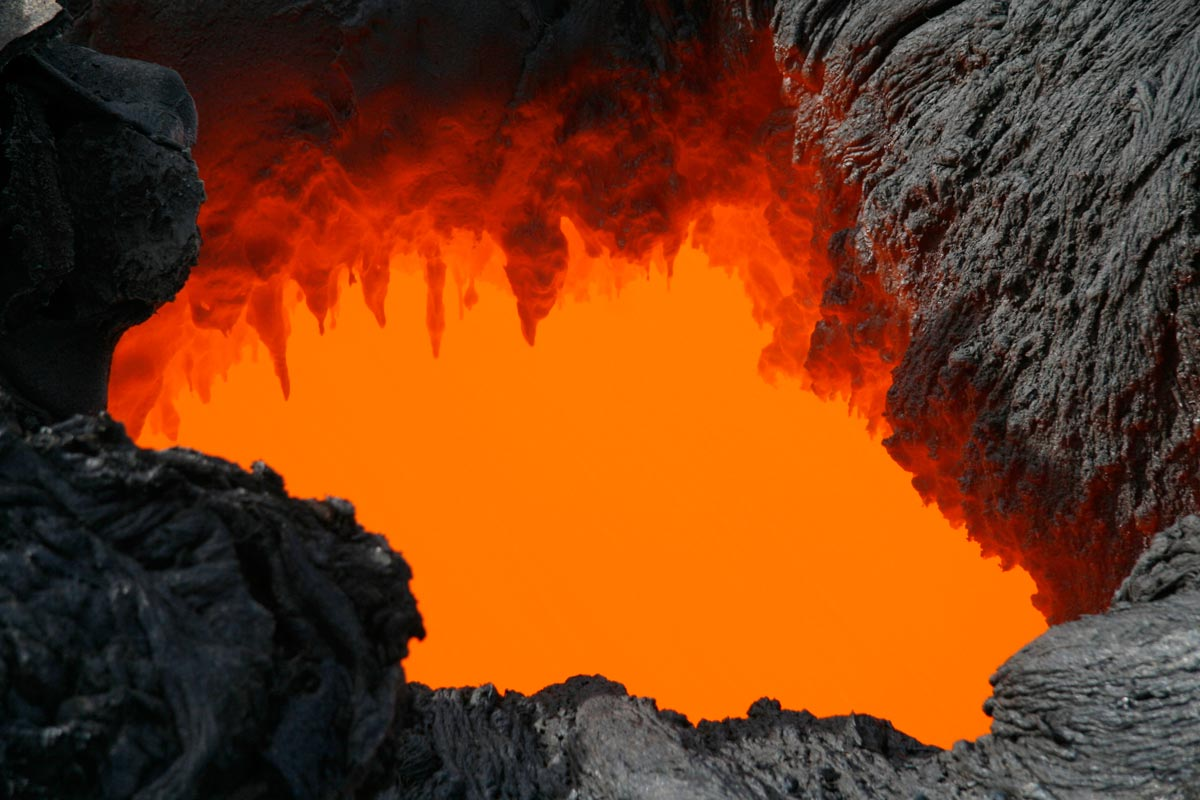
صورة عن قرب لكوة في السهل الساحلي، مع رواسب الحمم البركانية التي تتشكل على سطح الأنبوب. حديقة براكين هاواي الوطنية.

أنابيب الحمم البركانية هي قنوات طبيعية تسير عبرها الحمم البركانية أسفل سطح تدفق الحمم البركانية، والتي يتم دفعها بواسطة البركان أثناء الثوران. ويمكن أن تقوم بتجفيف الحمم البركانية من المصدر، أو يمكن اندثارها بما يعني توقف تدفق الحمم البركانية وأن الصخرة قد بردت وتركت قناة طويلة تشبه الكهف. من المحتمل أن توجد أنابيب الحمم البركانية على الكواكب أو الأقمار النشطة جيولوجيًا سابقًا أو حاليًا، بما في ذلك الأرض.

## التكوين
أنابيب الحمم البركانية هي نوع من كهوف الحمم البركانية التي تتشكل عندما يقوم تدفق للحمم البركانية النشطة ذات مستوى منخفض من اللزوجة بتشكيل قشرة مستمرة وصلبة، والتي تتضخم وتكون سقفًا فوق مجرى الحمم البركانية المتدفق باستمرار. وتتشكل الأنابيب بإحدى طريقتين: عن طريق التقشر فوق قنوات الحمم البركانية، ومن تدفقات باهوايهو (حمم حبلية مجدولة)، حيث تتحرك الحمم البركانية أسفل السطح.
عادة ما تترك الحمم البركانية نقطة الثوران في قنوات. وتميل هذه القنوات إلى البقاء في حالة سخونة عالية جدًا، في حين تبرد الأجزاء المحيطة بها. وهذا يعني أنها تنشئ على نحو بطيء جدرانًا حولها أثناء تبرد الحمم المحيطة و/أو أثناء ذوبان القناة بشكل أكثر عمقًا. ويمكن أن تصل هذه القنوات إلى أعماق بما يكفي لتكوين قشرة وتشكيل أنبوب عزل يبقي الحمم منصهرة، ويكون بمثابة قناة للحمم المتدفقة. وتميل هذه الأنواع من أنابيب الحمم البركانية إلى كونها أكثر قربًا من نقطة ثوران الحمم.
وبعيدًا عن نقطة الثوران، يمكن أن تتدفق الحمم بلا قنوات، حيث إنها تترك مصدرها والذي عادة ما يكون أنبوب حمم آخر يؤدي إلى العودة إلى نقطة الثوران. وهذه المناطق من الحمم المتحركة على السطح، التي تسمى تدفقات باهوايهو، تبرد لتشكل سطحًا لزجًا ناعمًا أو صلبًا. وتستمر الحمم في التدفق بهذه الطريقة حتى تبدأ في سد مصدرها. وعند هذه النقطة، تظل الحمم تحت سطح الأرض ساخنة بدرجة كافية للانفجار في نقطة معينة، ومن هذه النقطة تبدأ الحمم كـ «مصدر» جديد. وتتدفق الحمم من المصدر السابق إلى نقطة الانفجار هذه عندما تبرد الحمم المحيطة لتدفق باهوايهو. وهذا يشكل قناة تحت الأرض تصبح أنبوب حمم.

## الخصائص
غالبًا ما يتكون حقل تدفق الحمم واسع النطاق من أنبوب حمم رئيسي وسلسلة من الأنابيب الأصغر حجمًا التي تحمل الحمم إلى الجزء الأمامي من تدفق منفصل آخر. وعندما يتوقف توريد الحمم في نهاية الثوران أو عندما يتم تحويل الحمم إلى مكان آخر، فإن الحمم الموجودة في الأنبوب تجف نزولاً وتترك القنوات التي تشبه الكهوف فارغة جزئيًا أسفل الأرض.
وهذه الأنابيب الناضبة عادة ما تظهر علامات تدريجية على جدرانها، وهذه العلامات تبين الأعماق المتنوعة التي تدفقت الحمم عندها، وهو ما يُعرف باسم الحواف أو خطوط التدفق اعتمادًا على كيفية بروزها من الجدران. وعادة ما تحتوي أنابيب الحمم على أرضيات باهوايهو (حمم حبلية مجدولة)، على الرغم من أن هذه الأنابيب قد تكون مغطاة بفعل حدوث انهيار من السقف. ويمكن إيجاد مجموعة متنوعة من الترسيبات المعدنية المعروفة باسم speleothem في أنابيب الحمم بما في ذلك مجموعة متنوعة من أشكال الرواسب التي تُعرف بشكل عام باسم الدوائر الحممية (لافاسايكلز)، التي يمكن أن تكون من الرشاش أو أسنان القرش أو مجموعة أنبوبية متنوعة. وتعد الدوائر الحممية (لافاسايكلز) الأكثر شيوعًا من الترسيبات المعدنية لأنابيب الحمم. وتقطير الصواعد قد يتشكل أسفل رواسب الحمم الأنبوبية، والأخيرة يمكن أن تتحول إلى شكل معروف باسم helictite للحمم الأنبوبية. ويعد المجرى عبارة عن خرزة من الحمم التي تخرج من فتحة صغيرة ثم تسير إلى أسفل الجدار. وقد تحتوي أنابيب الحمم أيضًا على ترسيبات معدنية، والتي عادة ما تأخذ شكل القشور أو الكريستال الصغير، وأقل شيوعًا، تأخذ شكل الرواسب والصواعد.